# Конъюнктура рынка
Конъюнкту́ра ры́нка — экономическая ситуация, складывающаяся на рынке и характеризующаяся уровнями спроса и предложения, рыночной активностью, ценами, объёмами продаж, движением процентных ставок, валютного курса, заработной платы, дивидендов, а также динамикой производства и потребления.
Конъюнктурный рынок зависит от действий факторов, основными из которых являются: денежные доходы потребителей, цены на товары, соотношение спроса и предложения ценных бумаг, их доходность.
Рыночная конъюнктура определяет коммерческую ценность и конкурентоспособность товаров, возможность и экономическую целесообразность купли-продажи, выбор потенциальных и фактических стран-экспортеров (импортеров) и фирм-контрагентов, и поиск благоприятного момента выхода на рынок, формы и методы этого выхода.
Изменение конъюнктуры рынка определяется в первую очередь характером и уровнем развития экономики, но на неё влияют и такие факторы, как сезонный характер производства и потребления ряда товаров. Все факторы, влияющие на конъюнктуру рынка, классифицируются на постоянные и временные (по периодичности их воздействия), стимулирующие развитие рынка или же сдерживающие его. Конъюнктуру рынка изучают с помощью показателей, позволяющих количественно оценить происходящие на нём изменения и определить тенденции их развития. Такие показатели обычно систематизируются по следующим группам:
- динамика производства, основные фирмы-продуценты, появление новых товаров, загрузка производственных мощностей, динамика инвестиций в данную отрасль, движение портфеля заказов, динамика издержек производства, численность занятых и безработных, воздействие забастовок на объем продукции и увеличение фонда заработной платы, движение курса ценных бумаг и т. д.;
- динамика и структура спроса и предложения, влияние достижений научно-технического прогресса на уровень потребления и требований к качеству товаров, динамика оптовой и розничной торговли, ёмкость рынка (объём реализуемого на нём товара в течение определённого времени), размеры продаж в кредит, движение товарных запасов, ассортимент товаров, индексы стоимости жизни и т. д.;
- состояние международной торговли, её динамика, основные страны — экспортеры и импортеры, новые формы и методы торговли и послепродажного обслуживания и т. д.;
- динамика оптовых цен в ведущих странах — производителях и потребителях данного товара, экспортных цен; воздействие на цены инфляции, динамика изменения цен на сырьё и энергоносители, изменение курса валют, воздействие монополий на уровень цен, государственное регулирование ценообразования и т. д.

Задачи конъюнктуры:
- интеграция и дифференциация рынка, типологии рыночной ситуации и градация состояния рынка;
- характеристика масштаба (типа) рынка;
- оценка и анализ основных пропорций развития;
- выявление, анализ и прогнозирование тенденций развития и устойчивости рыночных процессов;
- оценка цикличности и сезонности развития;
- оценка рациональных различий;
- оценка деловой активности;
- анализ монополизации рынка и уровня конкуренции.